# Tachytixenos indicus
Tachytixenos indicus (лат.) — вид веерокрылых насекомых, единственный в составе рода Tachytixenos из семейства Xenidae (ранее в Stylopidae). Алжир; Индия; Китай; Таиланд; Шри-Ланка. Паразиты песочных ос Tachytes.

## Описание
Мелкие веерокрылые насекомые. Отличается от других Xenidae следующими признаками самок: специфическая форма мандибулярного зубца, который в основании очень широкий и достигает области мандибулярного утолщения; зубец с заострённой, направленной вентрально вершиной; основание зубца с вентральной стороны покрыто небольшими углублениями, продолжающимися несколькими рядами шипов. Простернальный отросток недифференцированный (по сравнению со сходным родом Paraxenos), равномерно изогнутый, без вздутия и цветовой дифференциации. Максиллы отчётливо видны, как у Pseudoxenos, Tuberoxenos и некоторых видов Paraxenos. Мандибула не выступает из капсулы. В отличие от Paragioxenos, голова и переднегрудь вентрально ограничены родовым отверстием медиально и швом латерально. Головогрудь компактная, такой же длины, как и ширина, или чуть шире длины, или наоборот. Размер цефалоторокса сильно варьирует в пределах рода, длина 0,94–1,82 мм, ширина 0,88–1,88 мм. Передний край головы равномерно закруглённый или выступающий. Грудь слегка расширена назад. Окраска, состоящая из нескольких коричневых оттенков и отчётливых узоров. Паразиты ос Tachytes (Crabronidae).

## Классификация
Вид был впервые описан в 1911 году. Хофенедер (1949) назвал род Tachytixenos синонимом рода Pseudoxenos, но позже Кинзельбах (1971) классифицировал его как Paraxenos. В 2022 году Tachytixenos восстановили из синонимии и классифицировали его как действительный род на основе монофилии, выявленной с помощью молекулярной филогении и на основе морфологических признаков. Включается в отдельное семейство Xenidae (ранее подсемейство Xeninae в составе Stylopidae). Одна из самых ранних дивергировавших линий Xenidae палеарктического происхождения. Рассматривается как сестринская ветвь к роду Paraxenos.